# Lingua tarifit
La lingua tarifit è una lingua berbera parlata in Marocco, nella regione del Rif.

## Distribuzione geografica
Il tarifit è parlato principalmente nel Rif. I parlanti di solito fanno riferimento alla propria lingua col termine tamaziɣt, che peraltro al giorno d'oggi è considerato poco specifico, essendo in uso anche presso molte altre popolazioni berbere.
La regione in cui si parla tarifit non è compresa esclusivamente nel Marocco. Infatti essa comprende la città di Melilla (in tarifit: Mrič), appartenente alla Spagna, e inoltre il margine orientale sconfina di poco oltre la frontiera coll'Algeria. Numerosi sono poi gli emigrati in Europa, che si concentrano soprattutto nei Paesi Bassi.
Secondo Ethnologue, si stimano complessivamente 1 470 000 locutori di tarifit, di cui 1 240 000 censiti in Marocco nel 2004.

## Classificazione
Dal punto di vista della classificazione all'interno del berbero, il tarifit appartiene al berbero del Nord, e più precisamente fa parte del numeroso gruppo di parlari zanata.
Secondo Ethnologue, la classificazione della lingua tarifit è la seguente:
- Lingue afro-asiatiche
  - Lingue berbere
    - Lingue berbere settentrionali
      - Lingue zanata
        - Lingue del Rif
          - Lingua tarifit

## Fonologia
La fonetica è il settore in cui il tarifit più si differenzia dagli altri parlati berberi. Tra i numerosi fenomeni che vi si rilevano, si possono segnalare:
- /l/ diventa /r/ per esempio ul ("cuore") → ur
- /r/ dopo una vocale e in fine di sillaba (non seguita da altra vocale), cade, e spesso allunga nella pronuncia la vocale precedente, per esempio in taddart ("casa") → taddat. In parole come tamara la /r/ si mantiene perché è seguita da una vocale.
- /l:/ (/l/ geminata o raddoppiata) diventa /dʒ/ (g "dolce" dell'italiano), per esempio yelli ("figlia") → yeği.
- /lt/ diventa /tſ/ (c "dolce" dell'italiano), per esempio ultma ("sorella") → učma.
- Spesso /k/ diventa /x/, e in alcuni dialetti locali semplicemente una /k/ spirante.

## Grammatica
In tarifit, il prefisso dei nomi maschili al singolare, a- cade in certe parole (di solito in sillaba aperta, cioè se seguita da una sola consonante), per esempio afus ("mano") diventa fus, e afiɣar ("serpente") diventa fiɣar. Questo fenomeno morfo-fonetico è caratteristico delle parlate di tipo zanata, e rappresenta un tratto notevole di divergenza tra il tarifit e le altre parlate berbere del Marocco, tamazight e tashelhit.

## Sistema di scrittura

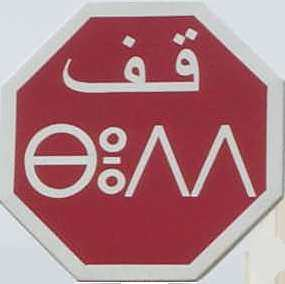
Cartello di STOP a Nador in arabo e berbero (dialetto tarifit in caratteri Neo-tifinagh). Apparso il 29/04/2003 e rimosso in nottata

Per molti secoli la lingua berbera del Rif è stata prevalentemente orale, e non ha conosciuto un uso scritto di un certo rilievo. Agli usi sporadici dell'alfabeto arabo che si rilevavano tradizionalmente, si sono aggiunti recentemente l'uso dell'alfabeto berbero latino e di quello Neo-tifinagh.
Per la trascrizione del tarifit in caratteri latini, si segnala in particolar modo il colloquio «Vers une standardisation de l'écriture tarifit. Implications théoriques et solutions pratiques», organizzato dall'Università di Utrecht (NL) il 21-23 novembre 1996, con lo scopo di elaborare un sistema standardizzato di scrittura.
Dopo la decisione dell'Institut Royal de la Culture Amazighe (IRCAM, Istituto Reale della Cultura Amazigh), nel 2003, di optare per la grafia tifinagh del berbero, in diverse scuole del Rif è iniziato l'insegnamento della lingua con l'uso di questo alfabeto. Un aneddoto interessante riguarda la decisione, presa il 29 aprile di quell'anno dal consiglio municipale di Nador, di introdurre nei propri documenti pubblici e nella segnaletica stradale locale anche scritte in tarifit coi caratteri tifinagh. La decisione durò solo poche ore in quanto in breve tempo il ministro dell'Interno, Mustapha Sahel, invalidò la decisione del consiglio municipale e diede ordine di sostituire tutti i cartelli bilingui che erano stati collocati in quella città.

## Vocabolario
La lingua del Rif era molto presente tra le popolazioni di religione islamica che occuparono la penisola iberica dopo il 711. Molti termini che in spagnolo sono considerati di origine araba provengono in realtà da dialetti berberi, e precisamente dal tarifit. Lo provano alcune spie linguistiche:
- Il mantenimento dell'"articolo" dell'arabo in molti termini, è un fenomeno tipico del berbero, che di solito assume prestiti arabi con l'articolo incorporato (probabilmente ciò è in relazione con un fenomeno, relativamente recente, di fusione di un antico articolo negli stessi nomi berberi, che ora iniziano tutti con la stessa sillaba iniziale, che rappresenta l'antico articolo);
- In alcuni casi si hanno fenomeni fonetici tipici del tarifit. Per esempio lo spagnolo alcachofa "carciofo", proviene sì dall'arabo kharshuf, ma la perdita di -r- in fine di sillaba è tipica della fonetica rifana.
- Inoltre, un altro fatto fonetico importante, la palatalizzazione di /ll/ accomuna tarifit e spagnolo (in quest'ultima lingua oggi la pronuncia di ll è [ʎ] (gl di it. aglio)).